# Asian Women's Sevens Championship 2007
El Asian Women's Sevens Championship (Campeonato Femenino de rugby 7 de Asia) de 2007 fue la octava edición del torneo femenino de rugby 7 de la confederación asiática.

## Posiciones

### Primera Fase
| Equipo        | Encuentros | Encuentros | Encuentros | Encuentros | Tantos  | Tantos    | Tantos     | Puntos |
| Equipo        | jugados    | ganados    | empatados  | perdidos   | a favor | en contra | diferencia | Puntos |
| ------------- | ---------- | ---------- | ---------- | ---------- | ------- | --------- | ---------- | ------ |
| Kazajistán    | 7          | 7          | 0          | 0          | 168     | 10        | +158       | 21     |
| Japón         | 7          | 6          | 0          | 1          | 165     | 49        | +116       | 19     |
| Tailandia     | 7          | 5          | 0          | 2          | 176     | 69        | +106       | 17     |
| Golfo Pérsico | 7          | 4          | 0          | 3          | 52      | 65        | -13        | 15     |
| Singapur      | 7          | 3          | 0          | 4          | 55      | 145       | -90        | 13     |
| Hong Kong     | 7          | 2          | 0          | 5          | 91      | 98        | -7         | 11     |
| Uzbekistán    | 7          | 1          | 0          | 6          | 30      | 135       | -105       | 9      |
| Sri Lanka     | 7          | 0          | 0          | 7          | 22      | 188       | -166       | 7      |

### Séptimo Puesto
| 28 de abril | Uzbekistán | 19 - 5 | Sri Lanka |  |  |

### Quinto Puesto
| 28 de abril | Hong Kong | 5 - 0 | Singapur |  |  |

### Tercer Puesto
| 28 de abril | Tailandia | 50 - 5 | Golfo Pérsico |  |  |

### Final
| 28 de abril | Kazajistán | 26 - 0 | Japón |  |  |

| Bandera de Kazajistán |
| Campeón Kazajistán    |
| Séptimo título        |